# Джоли, Антонио
Анто́нио Франче́ско Лодовико Джо́ли итал. Antonio Francesco Lodovico Joli; 13 марта 1700, Модена — 29 апреля 1777, Неаполь) — итальянский живописец и театральный декоратор, мастер живописной ведуты (документально точного изображения городского пейзажа) и каприччио (жанра архитектурных фантазий), работавший при различных европейских дворах.

## Биография
Сын Лодовико Джола, или Джоли, Антонио обучался живописи в мастерской художника Рафаэлло Ринальди, известного как «иль Мениа» (il Menia), и после первых занятий в родном городе в 1720 году переехал в Рим, где смог совершенствоваться вместе с Джованни Паоло Паннини из Пьяченцы в студии Галли-Бибьена. Интересуясь рисованием античных руин перспективой и Сценографиясценографией, Антонио Джоли дополнил свое обучение вниманием к изображению городских и морских пейзажей, вдохновлённый примерами живописца голландского происхождения Гаспара ван Виттеля и архитектора Филиппо Юварры, который в то время находился в Риме.
В дальнейшем Паннини привил Антонио Джоли вкус к построению иллюзорного пространства на театральных подмостках. Позднее, некоторые из живописных каприччио (фантазий) Джоли даже принимали за самого Паннини.
Начиная с 1732 года Антонио Джоли начал работать при различных итальянских и европейских дворах, сначала в Перудже, в Палаццо Доннини и Палаццо Крисполти, где задокументирована его первая деятельность в качестве пейзажиста и сценографа. Упоминание об Антонио Джоли, как о мастере перспективной живописи датируется 28 сентября 1735 года, когда Иоганн Маттиас фон дер Шуленбург (1661—1747) заплатил ему 14 золотых дукатов за картину «Вид Вероны»; в следующем году художнику было выплачено уже 16 дукатов за вид Неаполя.
В 1732 году Антонио Джоли переехал в Венецию, где работал художником оперных постановок в Театре Сан-Джованни Хризостомо и Театре Сан-Самуэле семьи Гримани. Первое упоминание о пребывании Антонио Джоли в Венеции пришлось на день празднования Вознесения 1732 года, когда была сыграна опера в выполненных им декорациях. В Венеции Джоли познакомился с художниками Каналетто и Бернардо Беллотто, творчество которых повлияло на внимание Джоли к изображению «дальних перспектив». В 1742 году он отправился в Дрезден, а затем в Лондон (1744—1748) и Мадрид (1750—1754). В Лондоне он украсил ричмондский особняк Джона Джеймса Хайдеггера, тогдашнего директора Королевского театра на Хеймаркет.
В 1749 году Джоли покинул Лондон и отправился в Мадрид, где он также участвовал в написании сцен для королевского двора в Буэн-Ретиро, королевском дворце, находившемся тогда недалеко от Мадрида, так и в меньшем оперном театре во дворце в Аранхуэс. Оперные спектакли, для которых он создавал декорации, были поставлены знаменитым певцом Фаринелли. Он также написал большие картины с изображениями Эскадры дель Тахо, флота королевских барж и других судов на реке Тахо в Аранхуэсе. От пребывания художника в Мадриде осталась созданная Джоли панорама города. По описанию Т. П. Каптеревой "Мадрид предстаёт на ней с уходящей в глубину идеально прямой улицей Аточа, обставленной тесно прилегающими невысокими зданиями, перемежающимися с колокольнями и острыми башнями, крытыми тёмной черепицей.
Джоли вернулся в Венецию в 1754 году, где 13 февраля 1756 года стал одним из тридцати шести членов-основателей Академии изящных искусств Венеции.
В 1761 году Антонио Джоли переехал ко двору Бурбонов в Неаполь, где ему выпало провести остаток жизни. Даже после отъезда Карла Бурбонского в Испанию он продолжал работать на службе у Луиджи Ванвителли и Фердинанда IV Бурбонского. В 1762 году он был назначен главным сценографом и архитектором театра Сан-Карло, где 4 ноября 1762 года он дебютировал, создав декорации для постановки «Антигоны» Пьетро Метастазио. Он также работал в придворном театре Королевского дворца в Казерте, для которого изобрёл систему сложных механизмов для смены декораций (пользуясь скрытым под сценой деревянным барабаном можно было менять сцену при открытом занавесе).
Художник скончался в Неаполе 29 апреля 1777 года.

## Галерея
- Aрка Траяна в Беневенто. 1740-е гг. Холст, масло. Прадо, Мадрид
- Отбытие Карла III из Неаполя. 1759. Холст, масло. Прадо, Мадрид
- Рим. Вид на Тибр. 1740-е гг. Холст, масло. Частное собрание
- Каприччио с элегантными фигурами. Холст, масло. Музей Фицуильяма, Кембридж
- Сопровождение папского нунция кардинала Джанфранческо Стопани 17 апреля 1741 года. 1741. Холст, масло. Национальная галерея искусства, Вашингтон
- Рим. Вид на Колизей и Арку Константина. 1740-е гг. Холст, масло. Частное собрание
- Самсон разрушает храм. Холст, масло. Муниципальный музей, Модена
- Вид Лондона через колоннаду на собор Святого Павла и старый Лондонский мост. Холст, масло. Частное собрание
- Процессия во дворе Дворца дожей. После 1742 г. Холст, масло. Национальная галерея искусства, Вашингтон